# Obizzo da Polenta
Obizzo da Polenta (... – Ravenna, 30 gennaio 1431) è stato un nobile e politico italiano; fu signore di Ravenna dal 1389 alla morte.

## Biografia
Era figlio di Guido III da Polenta e di Elisa d'Este.
Obizzo conquistò il potere nel 1389 quando, con i fratelli, rinchiuse in prigione il padre Guido. Negli anni successivi tutti i suoi fratelli morirono in successione (probabilmente assassinati da Obizzo). Dopo la morte dell'ultimo fratello, Aldobrandino, nel 1406, Obizzo rimase signore feudale indiscusso di Ravenna.
Nel 1404 firmò un trattato con il potente Stato confinante a nord di Ravenna, la Repubblica di Venezia, da cui aveva ricevuto aiuto contro gli Este di Ferrara, in cambio di un suo aiuto nella guerra di Venezia contro i Carraresi. 
Obizzo fu imprigionato durante l'ultima campagna elettorale e fu liberato dietro il pagamento di 8.000 ducati. Nel 1406 chiese a Venezia di inviare un podestà a Ravenna come protezione per lui e i suoi figli; in cambio, le terre ravennati sarebbero andate a Venezia nel caso di morte senza figli di un da Polenta.
Morì nel 1431 e gli succedette il figlio Ostasio, sotto la reggenza di Venezia. Tuttavia, quando Ostasio abbandonò l'alleanza con Venezia, quest'ultima lo spodestò e Ravenna venne annessa al territorio della Repubblica.

## Ascendenza
|                         |                        |                      | Genitori                                |  |  | Nonni |  |  | Bisnonni             |  |  | Trisnonni             |  |
|                         |                        |                      |                                         |  |  |       |  |  | Ostasio I da Polenta |  |  | Bernardino da Polenta |  |
|                         |                        |                      |                                         |  |  |       |  |  | Ostasio I da Polenta |  |  | Bernardino da Polenta |  |
|                         |                        | Maddalena Malastesta |                                         |  |  |       |  |  | Ostasio I da Polenta |  |  |                       |  |
| Bernardino I da Polenta |                        |                      |                                         |  |  |       |  |  | Ostasio I da Polenta |  |  |                       |  |
|                         |                        | Lieta Argogliosi     | Marchese degli Argugliosi               |  |  |       |  |  |                      |  |  |                       |  |
|                         |                        | Lieta Argogliosi     | Marchese degli Argugliosi               |  |  |       |  |  |                      |  |  |                       |  |
|                         |                        | Lieta Argogliosi     | …                                       |  |  |       |  |  |                      |  |  |                       |  |
| Guido III da Polenta    |                        | Lieta Argogliosi     |                                         |  |  |       |  |  |                      |  |  |                       |  |
|                         |                        | …                    | …                                       |  |  |       |  |  |                      |  |  |                       |  |
|                         |                        | …                    | …                                       |  |  |       |  |  |                      |  |  |                       |  |
|                         |                        | …                    | …                                       |  |  |       |  |  |                      |  |  |                       |  |
| Maddalena Balbi         |                        | …                    |                                         |  |  |       |  |  |                      |  |  |                       |  |
|                         |                        | …                    | …                                       |  |  |       |  |  |                      |  |  |                       |  |
|                         |                        | …                    | …                                       |  |  |       |  |  |                      |  |  |                       |  |
|                         |                        | …                    | …                                       |  |  |       |  |  |                      |  |  |                       |  |
| Obizzo da Polenta       |                        | …                    |                                         |  |  |       |  |  |                      |  |  |                       |  |
|                         | Aldobrandino II d'Este | Obizzo II d'Este     |                                         |  |  |       |  |  |                      |  |  |                       |  |
|                         | Aldobrandino II d'Este | Obizzo II d'Este     |                                         |  |  |       |  |  |                      |  |  |                       |  |
|                         | Aldobrandino II d'Este | Jacopina Fieschi     |                                         |  |  |       |  |  |                      |  |  |                       |  |
| Obizzo III d'Este       | Aldobrandino II d'Este |                      |                                         |  |  |       |  |  |                      |  |  |                       |  |
|                         |                        | Alda Rangoni         | Tobia Rangoni, podestà di Reggio Emilia |  |  |       |  |  |                      |  |  |                       |  |
|                         |                        | Alda Rangoni         | Tobia Rangoni, podestà di Reggio Emilia |  |  |       |  |  |                      |  |  |                       |  |
|                         |                        | Alda Rangoni         | Caracosa Meli Lupi                      |  |  |       |  |  |                      |  |  |                       |  |
| Elisa d'Este            |                        | Alda Rangoni         |                                         |  |  |       |  |  |                      |  |  |                       |  |
|                         |                        | Iacopo Ariosti       | …                                       |  |  |       |  |  |                      |  |  |                       |  |
|                         |                        | Iacopo Ariosti       | …                                       |  |  |       |  |  |                      |  |  |                       |  |
|                         |                        | Iacopo Ariosti       | …                                       |  |  |       |  |  |                      |  |  |                       |  |
| Lippa Ariosti           |                        | Iacopo Ariosti       |                                         |  |  |       |  |  |                      |  |  |                       |  |
|                         |                        | …                    | …                                       |  |  |       |  |  |                      |  |  |                       |  |
|                         |                        | …                    | …                                       |  |  |       |  |  |                      |  |  |                       |  |
|                         |                        | …                    | …                                       |  |  |       |  |  |                      |  |  |                       |  |
|                         |                        | …                    |                                         |  |  |       |  |  |                      |  |  |                       |  |